# Parigi o cara (saggi)
Parigi o cara è una raccolta di 20 scritti di Alberto Arbasino. La raccolta, originariamente pubblicata in un grosso volume nel 1960, conteneva articoli scritti dall'autore anche dall'Inghilterra, poi staccati e raccolti nel volume autonomo Lettere da Londra. In principio, molti dei saggi erano apparsi in varie riviste durante gli anni Cinquanta: su Il Mondo, su L'Illustrazione Italiana, su Paragone, su Tempo presente, su Settimo giorno, su Il Verri, su Il Caffè e su Il Ponte. I testi furono poi ampiamente modificati per l'edizione in volume. 
Durante le sue lunghe trasferte in Francia, il giovane Arbasino fa molti incontri con la crema della cultura, descrivendo i suoi trascorsi nella capitale francese negli Cinquanta e soprattutto i colloqui coi più eminenti autori, francesi e non, allora viventi: Louis-Ferdinand Céline, François Mauriac, Jean Cocteau, Marcel Jouhandeau, Jean Renoir, Georges Simenon, ma anche Maurice Nadeau, Henry Miller, ecc. oltre a visite a riviste e cinema e cimiteri molto noti.

## Edizioni
- Parigi o cara, Collana Biblioteca di letteratura. I Contemporanei n.20, Milano, Feltrinelli, dicembre 1960.
- Parigi o cara, Collana Piccola Biblioteca n.359, Milano, Adelphi, 1995, ISBN 88-459-1177-2.